# Campionati europei di ciclismo su pista - Velocità femminile

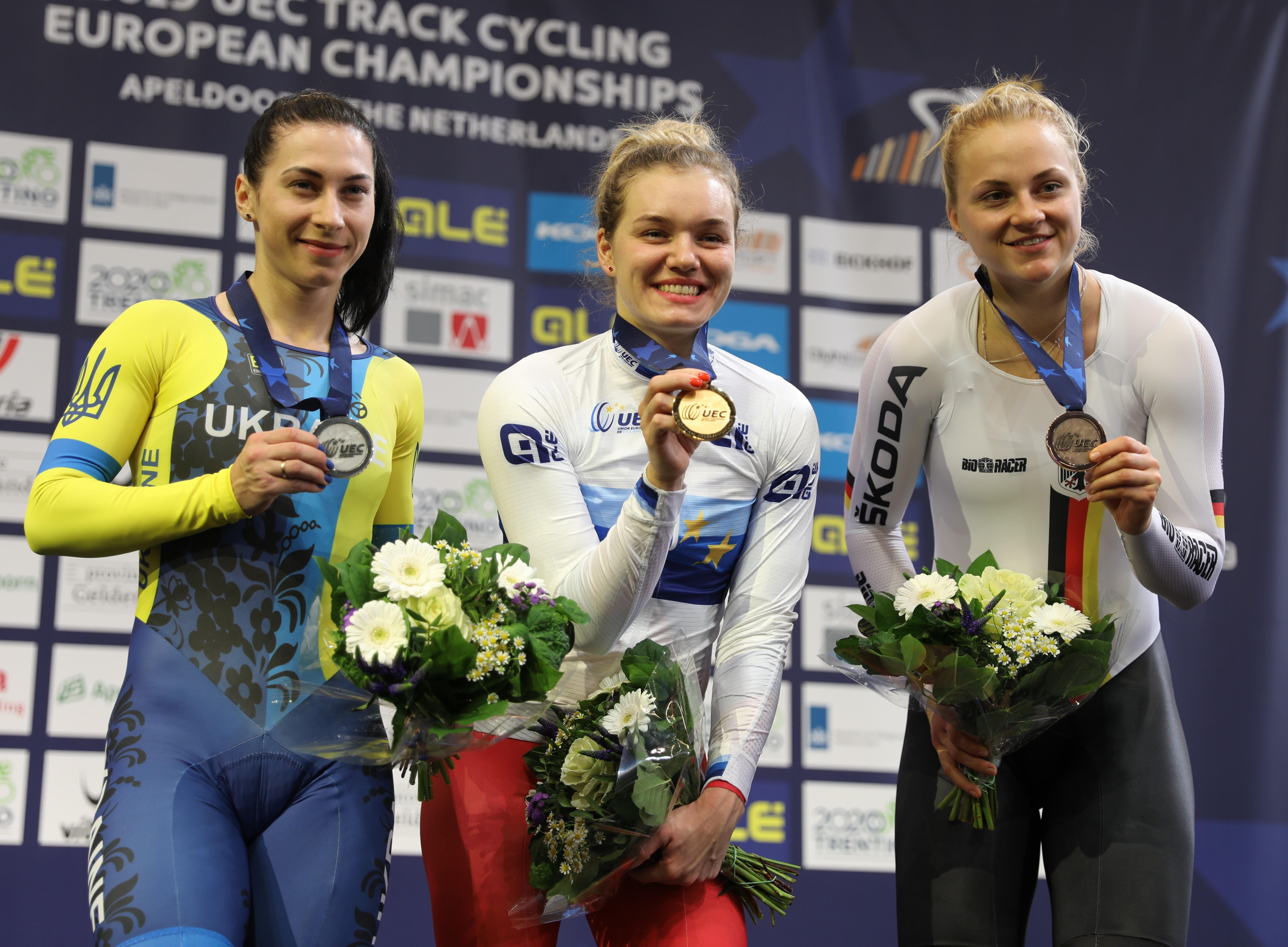
Il podio dell'edizione 2019

La velocità femminile è una delle prove inserite nel programma dei campionati europei di ciclismo su pista. Gara open, è parte del programma sin dalla prima edizione dei campionati, nel 2010.

## Albo d'oro
Aggiornato all'edizione 2025.
| Anno | Vincitrice          | Seconda            | Terza               |
| ---- | ------------------- | ------------------ | ------------------- |
| 2010 | Sandie Clair        | Kristina Vogel     | Simona Krupeckaitė  |
| 2011 | Ljubov Šulika       | Vol'ha Panaryna    | Viktorija Baranova  |
| 2012 | Vol'ha Panaryna     | Anastasija Vojnova | Simona Krupeckaitė  |
| 2013 | Kristina Vogel      | Elis Ligtlee       | Jessica Varnish     |
| 2014 | Anastasija Vojnova  | Tania Calvo        | Kristina Vogel      |
| 2015 | Elis Ligtlee        | Anastasija Vojnova | Kristina Vogel      |
| 2016 | Simona Krupeckaitė  | Anastasija Vojnova | Tania Calvo         |
| 2017 | Kristina Vogel      | Mathilde Gros      | Dar'ja Šmelëva      |
| 2018 | Dar'ja Šmelëva      | Anastasija Vojnova | Mathilde Gros       |
| 2019 | Anastasija Vojnova  | Olena Starikova    | Lea Friedrich       |
| 2020 | Anastasija Vojnova  | Dar'ja Šmelëva     | Olena Starikova     |
| 2021 | Shanne Braspennincx | Lea Friedrich      | Mathilde Gros       |
| 2022 | Emma Hinze          | Mathilde Gros      | Laurine van Riessen |
| 2023 | Lea Friedrich       | Pauline Grabosch   | Sophie Capewell     |
| 2024 | Emma Finucane       | Lea Friedrich      | Emma Hinze          |
| 2025 | Jana Burlakova      | Rhian Edmunds      | Alina Lysenko       |

## Medagliere
| Pos.   | Paese                       | Oro | Argento | Bronzo | Totale |
| ------ | --------------------------- | --- | ------- | ------ | ------ |
| 1      | Russia                      | 4   | 5       | 2      | 11     |
| 2      | Germania                    | 4   | 4       | 4      | 12     |
| 3      | Paesi Bassi                 | 2   | 1       | 1      | 4      |
| 4      | Francia                     | 1   | 2       | 2      | 5      |
| 5      | Gran Bretagna               | 1   | 1       | 2      | 4      |
| 6      | Ucraina                     | 1   | 1       | 1      | 3      |
| 7      | Bielorussia                 | 1   | 1       | 0      | 2      |
| 8      | Lituania                    | 1   | 0       | 2      | 3      |
| 9      | Atleti Neutrali Autorizzati | 1   | 0       | 1      | 2      |
| 10     | Spagna                      | 0   | 1       | 1      | 2      |
| Totale | Totale                      | 16  | 16      | 16     | 48     |

| Pos. | Atleta              | Oro | Argento | Bronzo | Totale |
| ---- | ------------------- | --- | ------- | ------ | ------ |
| 1    | Anastasija Vojnova  | 3   | 4       | 0      | 7      |
| 2    | Kristina Vogel      | 2   | 1       | 2      | 5      |
| 3    | Lea Friedrich       | 1   | 2       | 1      | 4      |
| 4    | Dar'ja Šmelëva      | 1   | 1       | 1      | 2      |
| 5    | Vol'ha Panaryna     | 1   | 1       | 0      | 2      |
| 5    | Elis Ligtlee        | 1   | 1       | 0      | 2      |
| 7    | Simona Krupeckaitė  | 1   | 0       | 2      | 3      |
| 8    | Emma Hinze          | 1   | 0       | 1      | 2      |
| 9    | Sandie Clair        | 1   | 0       | 0      | 1      |
| 9    | Ljubov Šulika       | 1   | 0       | 0      | 1      |
| 9    | Shanne Braspennincx | 1   | 0       | 0      | 1      |
| 9    | Emma Finucane       | 1   | 0       | 0      | 1      |
| 9    | Jana Burlakova      | 1   | 0       | 0      | 1      |